# Moosonee

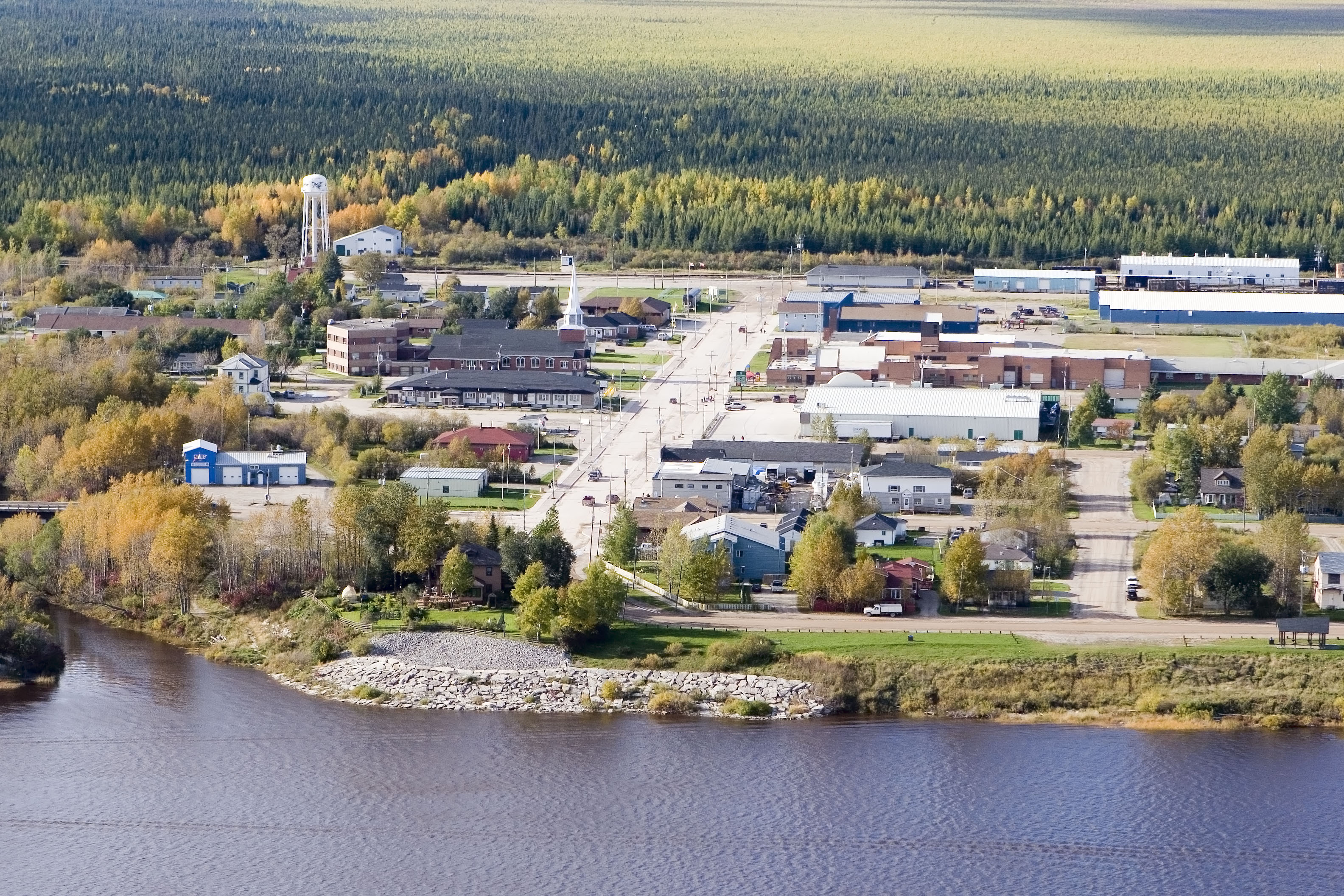

Moosonee é uma cidade localizada em Ontário, Canadá, aproximadamente 19 km ao sul de James Bay.
Sua população é de 2.001 habitantes (censo nacional de 2001).

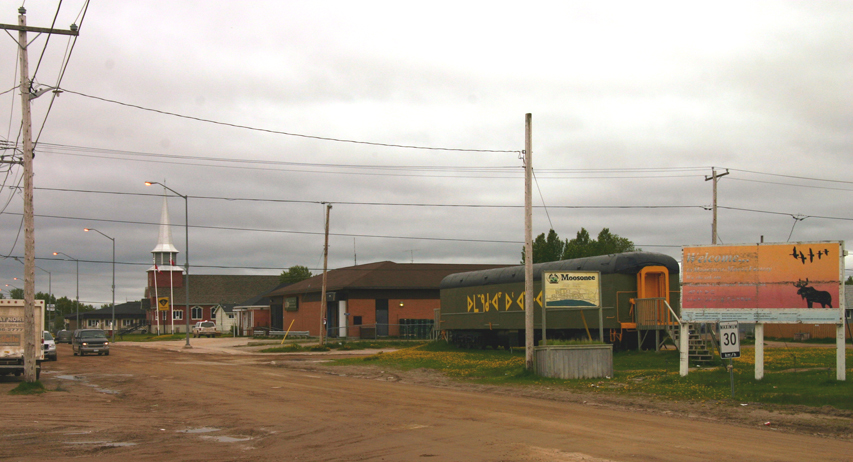
Moosonee